# Аксьонова Лариса Михайлівна
Лариса Михайлівна Аксьонова (нар. 31 жовтня 1945, Вінниця, Українська РСР, СРСР) — російська науковиця в галузі технології хлібопекарських, макаронних і кондитерських продуктів, директор НДІ кондитерської промисловості, академік РАСГН (2003), академік РАН (2013).

## Біографія
Народилася 31 жовтня 1945 року у Вінниці.
У 1968 році закінчила Московський технологічний інститут харчової промисловості.
З 1968 року по теперішній час працює в НДІ кондитерської промисловості, пройшовши шлях від інженера до директора (з 1996 року).
У 1961 році захистила кандидатську дисертацію.
У 1996 році захистила докторську дисертацію.
У 2003 році обрана академіком Російської академії сільськогосподарських наук (РАСГН).
З 2013 року — академік РАН (у рамках приєднання РАСГН до РАН).
Член бюро Міжвідомчої координаційної ради РАН з досліджень в галузі агропромислового комплексу.

## Наукова діяльність
Видатний вчений в області технології хлібопекарських, макаронних і кондитерських продуктів.
Координатор фундаментальних і прикладних досліджень з розробки сучасних інноваційних ресурсозберігаючих технологій зберігання і комплексної переробки сільськогосподарської сировини і виробництва екологічно безпечних продуктів харчування загального та спеціального призначення.
Співавтор близько 220 наукових робіт, з них: 15 книг і брошур, 52 винаходи.
Віце-президент Асоціації виробників кондитерських виробів «АСКОНД» і керівник ТК 149 Кондитерські вироби Росстандарту.
Керівник програми стандартизації виробництва кондитерських виробів, а також програми додаткової професійної освіти фахівців кондитерської галузі.

## Вибрані праці
- Технология мучных кондитерских изделий / соавт.: Т. С. Бернштейн, М. А. Талейсник. — М.: Агропромиздат, 1986. — 224 с.
- Приоритеты развития науки и научного обеспечения в пищевых отраслях АПК / соавт.: А. Н. Богатырев и др. — М.: Пищ. пром-сть, 1995. — 175 с.
- Система научного и инженерного обеспечения пищевых и перерабатывающих отраслей АПК России / соавт.: А. Н. Богатырев и др. — М.: Пищ. пром-сть, 1996. — 445 с.
- Система технологий и оборудования для кондитерской промышленности / соавт.: Т. В. Быстрова и др. — М.: Тип. Мытищи, 1997. — 512 с.
- Безопасность России. Правовые, социально-экономические и научно-технические аспекты / соавт.: А. В. Гордеев и др. — М.: МГФ «Знание», 2001. — 463 с.
- Развитие технологических систем кондитерской промышленности. Кн. 1. Мучные кондитерские изделия. — М.: Пищепромиздат, 2003. — 302 с.
- Технология кондитерских изделий: учеб. для студентов вузов, обучающихся по спец. 260202 «Технология хлеба, кондитерских и макаронных изделий» направления подгот. дипломир. специалиста 260200 «Пр-во продуктов питания из растительного сырья» / соавт.: А. Я. Олейникова, Г. О. Магомедов. — СПб.: Изд-во РАПП, 2010. — 669 с.

## Нагороди
- Орден Пошани (Росія) (2001)
- Медаль «В пам'ять 850-річчя Москви» (1998)
- Заслужений винахідник РРФСР (1989)
- лауреат премії Уряду Російської Федерації 2003 року в області науки і техніки[3]
- Заслужений працівник харчової промисловості Російської Федерації (2017)[4]
- 8 медалей ВДНГ
- Лауреат премії «За достаток і процвітання»